# Királyok völgye 20

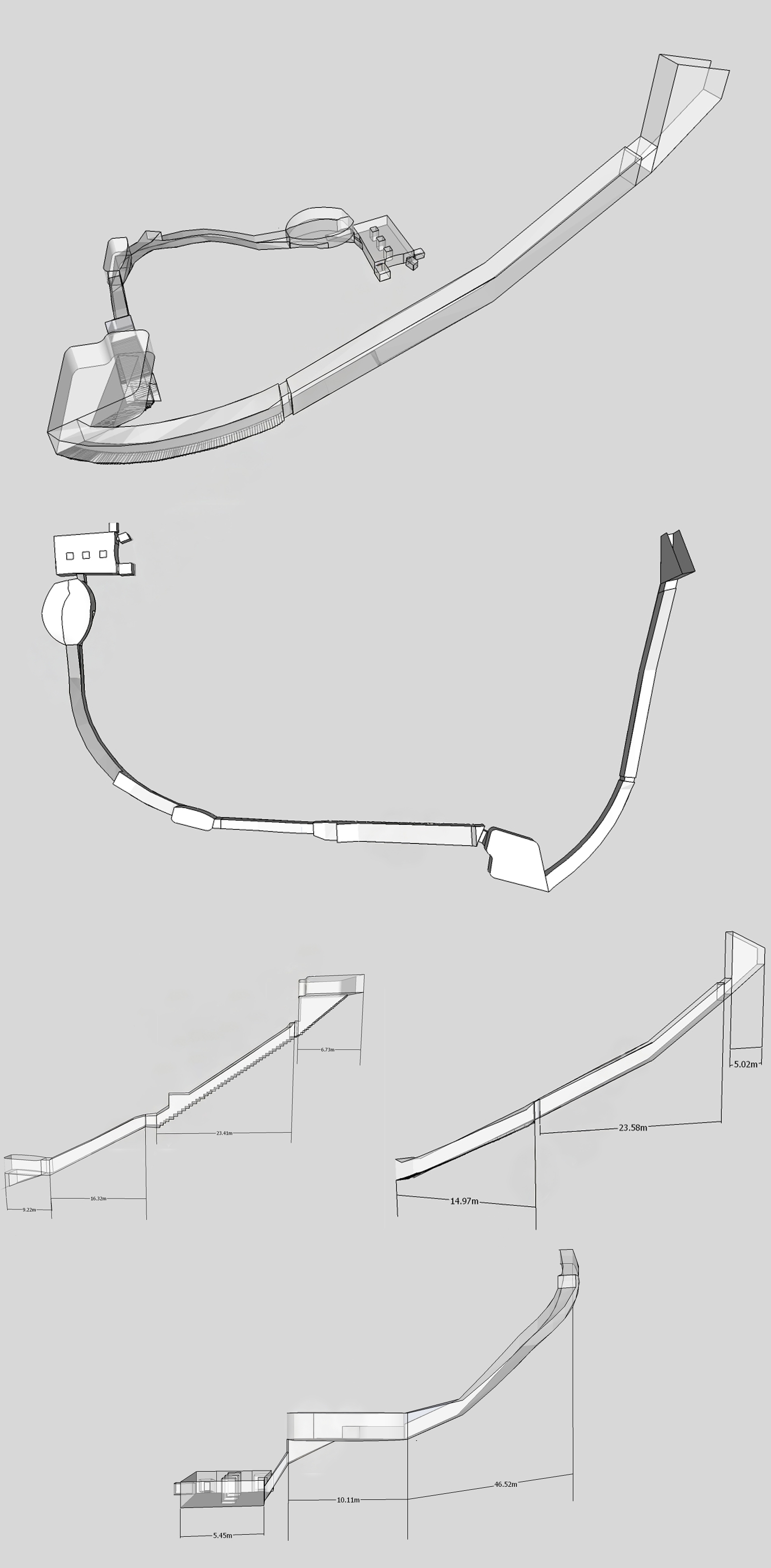
A sír izometrikus képe, alaprajza és oldalnézeti metszete egy 3D-modell alapján

A Királyok völgye 20 (KV20) egy egyiptomi sír a Királyok völgye keleti völgyének legkeletebbi ágában. A XVIII. dinasztiához tartozó I. Thotmesz számára készült, majd lánya, Hatsepszut kibővítette és ő is ide temetkezett. Valószínűleg ez a legrégebbi királysír a völgyben, bár amennyiben a Királyok völgye 39-ről bizonyítottnak véljük, hogy az I. Thotmesz előtt uralkodott I. Amenhotep sírja, az korábbi ennél.

## Leírása
A sír alaprajza szokatlan, erősen eltér a későbbi királysírokétól. Öt hajlított tengelyű, lefelé ereszkedő folyosó vezet le a sírba, melyek az óramutató járásával megegyezően félkörívet írnak le; ez egyedinek számít a völgy sírjai közt. A folyosók elkanyarodnak Dejr el-Baharitól, ami cáfolja azt az elméletet, hogy a sírt össze akarták kötni Hatsepszut halotti templomával. A folyosókba helyenként lépcsőket vájtak, de csak a folyosó jobb oldalán, hogy baloldalt le lehessen csúsztatni a szarkofágot a sírkamráig.
A legalsó folyosó szabálytalan alaprajzú helyiségben végződik, amelyet valószínűleg I. Thotmesz első sírkamrájaként használtak. Ebből újabb folyosó vezet egy rá merőleges, téglalap alaprajzú, háromoszlopos sírkamrába, melyből jobbra három, alacsony mennyezetű mellékkamra nyílik; ezt Hatsepszut építtette hozzá a sírhoz, hogy apja mellé temetkezhessen. A sír teljes hossza körülbelül 210 méter, területe 513,29 m². A sírkamra 97 méterrel a föld alatt helyezkedik el.

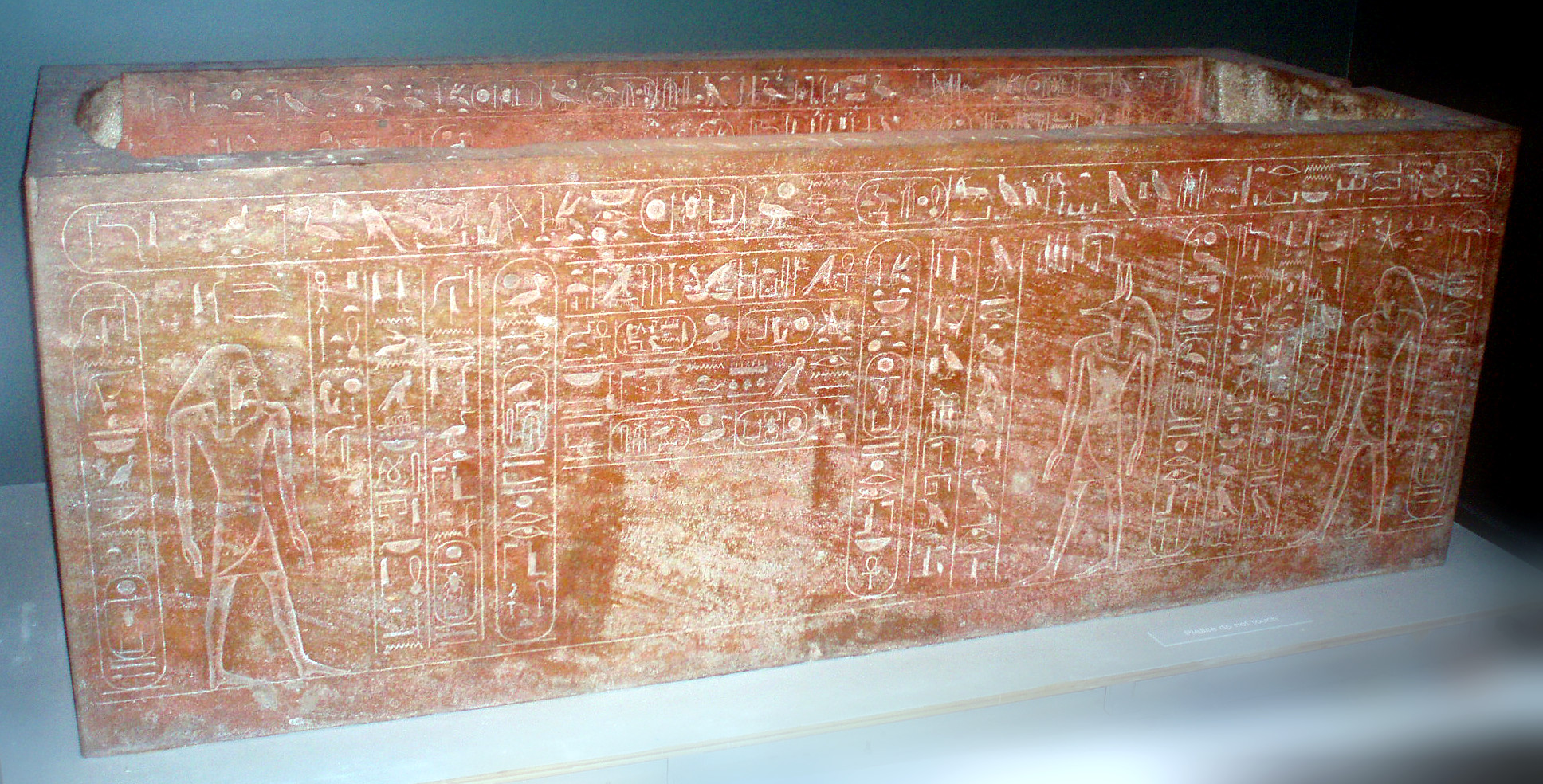
A sírban talált két szarkofág egyike, melyet eredetileg Hatsepszutnak szántak, de átalakítottak apja, I. Thotmesz számára

A felső folyosókat jó minőségű mészkőbe vájták, de az alsókat és a sírkamrát rosszabb minőségű agyagpalába, emiatt itt részben beomlott. A sírkamra falai alkalmatlanok voltak a díszítésre; az Amduat könyvét vörös és fekete festékkel mészkőtáblákra írták fel, melyekkel valószínűleg a sírkamra falát akarták borítani. Carter ezekből a táblákból tizenötöt talált a sírkamrában.

## Feltárása
A sírt feltérképezte a napóleoni expedíció 1799-ben és Giovanni Battista Belzoni is 1817-ben, de ásatásra csak 1825-ben történt kísérlet, amikor James Burton elkezdte eltávolítani a törmeléket a sírból és egészen a második folyosóig eljutott. A munka nagyon nehezen ment, a törmelék túl keményen összeállt, az ásatók világítása a rossz levegőtől folyton kialudt, így Burton felhagyott a munkálatokkal. Karl Richard Lepsius is járt a sírnál 1844-45-ben, de a következő ásatásra csak 1903-04-ben került sor. A Theodore M. Davis megbízásából ásató Howard Carter Burtonhöz hasonlóan nehézségekbe ütközött, de fontos leleteket talált, köztük a Hatsepszut nevével jelölt alapítási lerakatot, így levonta a következtetést, hogy a sír kettős sírnak épült a királynő és apja számára, és Thotmeszt eredeti sírjából, a KV38-ból áthozva temették ide, lánya mellé. Ekkor már ismert volt egy másik sír, ami I. Thotmesz számára épült, a KV38, és úgy vélték, az az a sír, amelynek kialakításáról Ineni, a fáraó főépítésze beszámol.
1974-ben John Romer a thutmoszida kori királysírok kutatása során arra a következtetésre jutott, hogy a KV38, kialakítása alapján, jóval későbbi, mint a KV20, és valószínűleg I. Thotmesz unokája, III. Thotmesz uralkodása alatt készült, ő temette itt újra nagyapja múmiáját. Így a KV20 lehetett az Ineni által tervezett sír, eredetileg azonban valószínűleg csak az első, szabálytalan alaprajzú kamráig készült el, az ezt követő oszlopos sírkamrát – amely stilisztikailag is eltér a sír korábbi részeitől, és építői hasonló mértékegységrendszert használhattak hozzá, mint Hatsepszut Deir el-Bahari-i templomához – Hatsepszut építtette, hogy apja mellé temetkezhessen. Hatsepszut korábban nem ide szándékozott temetkezni (a WA D jelű sír készült a számára Vádi Szikket Taka el-Zeidében, ezt Howard Carter találta meg 1916-ban), csak trónra lépése után döntött úgy, hogy apja mellé temetkezik.
A Carter vezette feltárás óta állagmegőrző munkálatok nem folytak a síron, az alsó, rosszabb kőzetbe vájt folyosók beomlottak, az 1994-es áradás pedig teljes mértékben megtöltötte a sírkamrát törmelékkel. A sírban évekig denevérek tanyáztak. Jelenleg nem látogatható.

## A leletek
A sírból Carter ásatása során több lelet is előkerült, köztük Hatsepszut alapítási lerakata, amely valószínűleg a sír bővítésekor került a sír bejáratához, emellett számos edénytöredék I. Thotmesz, Hatsepszut, Ahmesz királyné (Thotmesz felesége és Hatsepszut anyja), valamint Ahmesz-Nofertari (a dinasztia egyik ősanyja) nevével, egy nagy faszobor égett darabjai, valamint a sírkamrából két kvarcit szarkofág (az egyik Hatsepszut nevével, a másik eredetileg neki készült, de átalakították Thotmesz számára), és Hatsepszut kanópuszedényei. Valószínűleg ebből a sírból került elő még Carter ásatása előtt Hatsepszut egyetlen ismert usébtije, amely ma Hágában található.
A sír egyik tulajdonosának múmiája sem ebből a sírból került elő. I. Thotmeszét már III. Thotmesz újratemette a KV38 sírban. A DB320 sírban – ahová a XXI. dinasztiabeli I. Pinedzsem idején több királyi múmiát közös sírba helyeztek át – talált egyik férfimúmiát korábban I. Thotmeszként azonosították, de 2007-ben végzett vizsgálatok alapján mégsem ő az. I. Thotmesz két fakoporsóját maga Pinedzsem használta fel temetkezéséhez.
Hatsepszut múmiáját III. Thotmesz a KV20-ban hagyta. A DB320-ból előkerült egy, a nevével jelölt ládika, benne egy mumifikált májjal vagy léppel. A Királyok völgye 4 sírból – melyet a múmiák XXI. dinasztia alatti újratemetésekor a temetkezési kellékek feldolgozásához használtak afféle műhelyként – előkerültek egy XVIII. dinasztia közepén élt női uralkodó (kizárásos alapon Hatsepszut) koporsójának darabjai; emellett több más, eredetileg valószínűleg a sírjából származó tárgy ismert, amiről nem tudni, honnan került elő.
2007-ben a Hatsepszut dajkája, Szitré számára épült Királyok völgye 60 sírban talált két múmia közül az egyikről bizonyították, hogy azé, akié a DB320-ban talált mumifikált máj mellett talált őrlőfog volt, így valószínű, hogy ez Hatsepszut.

## Külső hivatkozások
- Theban Mapping Project: KV20